# Борсук, Анжела Михайловна
Анжела Михайловна Борсук (род. 29 августа 1967, Херсон) — израильская шахматистка, международный мастер (2008).
В составе сборной Израиля участница семи Олимпиад (2000—2008, 2012—2014) и шести командных чемпионатов Европы (1999, 2005—2013).

## Изменения рейтинга
| Графики недоступны из-за технических проблем. См. информацию на Фабрикаторе и на mediawiki.org. |